# 士拉末火山
士拉末火山是印度尼西亞的火山，位於爪哇島中部，由中爪哇省負責管轄，海拔高度3,248米，是該省最高和島上第二高的高山。山頂有四個火山口，東南面和東北面山坡有超過30個火山渣錐，而西面山坡則有一個火山渣錐。最早有記錄的火山爆發在18世紀，而最近一次爆發在2009年5月至6月。